# Le torri di mezzanotte
Le torri di mezzanotte (titolo originale: Towers of midnight) è il tredicesimo libro del ciclo fantasy La Ruota del Tempo scritto dal romanziere statunitense Robert Jordan e completato da Brandon Sanderson. Il libro è formato da un prologo, 57 capitoli ed un epilogo.
Al momento della sua uscita, il libro, come la maggior parte dei precedenti, salì immediatamente alla prima posizione della lista delle vendite dei migliori best seller, stilata dal prestigioso New York Times.

## Trama

### Perrin Aybara
Dopo una serie di strani incidenti e Bolle di Male, che rallentano il loro cammino verso l'Andor, Perrin Aybara ed i suoi seguaci incontrano i Figli della Luce, mentre stanno viaggiando attraverso il Ghealdan; i Figli hanno recentemente eletto Galad Damodred come loro comandante, in seguito a una ribellione contro gli Inquisitori. Di fronte a Galad, Jareth Byar e Dain Bornhald accusano Perrin di aver ucciso due Figli della Luce, Lathin e Yamwick, in un incidente avvenuto nell'Andor in un episodio de L'occhio del mondo e incitano perciò Galad a scendere in guerra contro di lui, per punirlo. Però, sia Galad che Perrin vorrebbero evitare una battaglia, e intavolano delle trattative e poi accampano dei rinvii; Galad scopre intanto che la sua madre adottiva Morgase Trakand è viva e si trova tra coloro che si sono rifugiati sotto la protezione di Perrin, perciò quest'ultimo accetta di sottoporsi ad un processo, purché vi sia la ex regina Morgase come giudice, in base al diritto Andorano.
Perrin rivela quindi la sua capacità di parlare con i lupi, ammette di avere ucciso i due Figli della Luce, ma afferma a sua difesa, che i due uomini avevano a loro volta appena ucciso i suoi amici lupi; Morgase giudica Perrin colpevole, ma non di semplice omicidio, bensì di "uccisione illegale", seguendo una legge particolare che disciplina i mercenari, poiché infatti i due Figli uccisi si trovavano sul suolo di Andor, armati e a compiere un'azione di guerra, senza il consenso della regina. Suggerisce inoltre che sia Galad, quale parte offesa, a richiedere quale debba essere la pena; Perrin si impegna perciò a rispettare la sentenza, ma solo dopo Tarmon Gai'don, inoltre Galad non pronuncia immediatamente quale debba essere la punizione da impartire, poiché Morgase l'ha ammonito che non sempre tutto è bianco o nero, ma esistono sfumature e circostanze particolari di cui tenere conto.
Nel frattempo Faile Bashere e Berelain Sur Paendrag, la Prima di Mayene, raggiungono un accordo riguardo alla presunta relazione che sarebbe intercorsa fra quest'ultima e Perrin, durante la prigionia di Faile presso gli Shaido: Berelain smentirà pubblicamente le voci al riguardo e provvederà a legarsi sentimentalmente al più presto con qualcun altro, così da mostrare di non essere realmente interessata a Perrin; inoltre le due fingeranno di essere diventate amiche, così da sopire ogni ulteriore pettegolezzo. Quando poi Berelain si incontra con Galad, entrambi restano immediatamente attratti l'uno dall'altra. La Prima, per giustificare razionalmente con sé stessa, ciò che le sta accadendo dal punto di vista sentimentale, evidenzia l'efficacia politica e militare di un'alleanza eventuale tra Mayene e i Figli.
Nel frattempo si scopre che il Nae'blis Moridin ha incaricato la reietta Graendal di uccidere Perrin, rivelandole una profezia dell'Ombra secondo la quale Perrin morirà. Perciò le consegna un ter'angreal chiamato "onirichiodo" (uno dei due che possiede), che ostacola sia il Viaggiare, che l'ingresso o spostamento in Tel'aran'rhiod; inoltre le mette a disposizione i servigi del suo assassino Isam. Graendal ordina a Isam di attivare l'onirichiodo, in modo che gli Asha'man di Perrin, Jur Grady e Fager Neald, non possano più creare dei portali di viaggio. Ciò le consentirebbe così di distruggere le armate di Perrin, rimaste intrappolate, facendole attaccare da un'orda di Progenie dell'Ombra. Perrin, che intanto ha migliorato il suo talento nel Mondo dei Sogni, addestrandosi con Hopper, capisce però che qualcosa si sta tramando alle sue spalle; trova l'onirichiodo e tenta di rimuoverlo, ma è limitato dall'essere in grado di muoversi istantaneamente solo all'interno del raggio dell'effetto del ter'angreal stesso, che si sposta con i suoi movimenti. Nel sogno si dirige perciò verso Tar Valon, con Isam alle calcagna, nel tentativo di trovare una maniera per distruggere o disattivare l'oggetto. Da questo momento le vicende di Perrin si intrecciano brevemente con quelle di Egwene al'Vere (descritte più sotto).
Dopo che Hopper è stato ucciso da Isam, Perrin riesce finalmente a distruggere l'onirichiodo, facendolo cadere nella lava di un incubo, che ha assunto la forma di Montedrago in eruzione, quindi scappa da Isam, tornando nel mondo reale. Subito dopo Perrin, cerca di focalizzare la situazione, perciò sente l'esigenza di forgiare qualcosa e chiede l'aiuto di Neald per scaldare il metallo; l'Asha'man scopre di avere un talento per la creazione di armi forgiate con il Potere, così l'azione combinata dei due, produce un martello da guerra dai poteri soprannaturali, prontamente soprannominato Mah'allenir da Perrin, "colui che si libra" nella lingua Antica, a memoria di Hopper.
Nel frattempo Galad ed i Figli della Luce non sono consapevoli che stanno per diventare le vittime dell'imboscata da parte dell'esercito Trolloc, che originariamente era stata destinata a Perrin ed al suo esercito. Tuttavia Perrin intuisce cosa si sta macchinando, ritorna indietro ed interviene giusto in tempo, con il suo esercito, per attaccare per primo, da una posizione di vantaggio; in questo modo distrugge l'esercito di Trolloc e salva gran parte dei Figli della Luce. Galad perciò ha modo di rivedere il suo atteggiamento verso Perrin e quindi sentenzia una pena leggera, per gli omicidi compiuti Perrin: egli dovrà risarcire con del denaro, le famiglie dei due Figli che ha ucciso e dovrà combattere l'Ultima Battaglia assieme ai Figli stessi. Jareth Byar però si adira per questa decisione e tenta di uccidere Perrin alle spalle, ma viene invece ucciso da Dain Bornhald, perché ormai non crede più che Perrin possa aver ucciso suo padre Geofram. Galad accetta quindi la proposta di Perrin di far confluire i Figli nella sua alleanza e giura di restare sotto il comando di Perrin fino a quando l'Ultima Battaglia sarà stata combattuta.
Dal campo di battaglia quindi Perrin si sposta a Whitebridge e poi fa visita ad Elayne a Caemlyn. Nel palazzo reale di Andor, dopo un'accesa discussione, Perrin riesce a convincere la regina Elayne a nominarlo Lord sovrintendente dei Fiumi Gemelli nel nome del Drago Rinato. In seguito, dopo aver offerto a Mat un Passaggio alla Torre di Ghenjei, usando Jur Grady, Perrin guida tutti i suoi eserciti alla Piana di Merrilor per incontrarsi con Rand ed Egwene.

### Egwene al'Vere
In seguito ad un sogno profetico, Egwene al'Vere si convince che la Reietta Mesaana si nasconda ancora nella Torre Bianca, perciò, assieme alle sue alleate, si ingegna per trovare una maniera per stanarla; inoltre si ritrova anche a dover fronteggiare una serie di omicidi di Aes Sedai, che lei ritiene siano opera dell'Ajah Nera o della Reietta stessa. Come se non bastassero questi problemi e quelli causati dal suo recente incontro con il Drago Rinato, la sua relazione con Gawyn Trakand arriva a una crisi; Gawyn infatti, trasgredendo ai suoi ordini, si scontra con un assassino al di fuori della camera di Egwene; questo agli occhi di Egwene, mette in pericolo i piani che lei aveva ordito per stanare Mesaana, che ritiene la responsabile degli omicidi e del tentato assassinio; perciò Egwene lo allontana da sé ordinandogli di tenersi a disposizione. Gawyn però si arrabbia con lei e se ne va del tutto da Tar Valon, sentendosi anche incompreso; durante la sua visita a Caemlyn da sua sorella Elayne, Gawyn ha un lungo colloquio con lei, che gli permette di rivedere il suo atteggiamento sia con Egwene che con Rand; inoltre Gawyn a Caemlyn scopre la prova che gli omicidi nella Torre sono opera dei Coltelli di Sangue, degli assassini lasciati indietro dai Seanchan, che si nascondono con il potere di alcuni anelli ter'angreal.
Egwene intanto procede con i suoi piani e fissa nel frattempo un incontro nel tel'aran'rhiod tra Aes Sedai, Sapienti Aiel e Cercavento, per discutere della cooperazione fra le donne incanalatrici delle tre culture, ma anche con l'intento segreto di attirare Mesaana in una trappola. Quando Mesaana e l'Ajah Nera attaccano, l'onirichiodo mosso da Perrin impedisce a Mesaana di attirare a sua volta Egwene in trappola. Perrin ed Egwene restano quindi sorpresi di incontrarsi nel sogno e della loro reciproca abilità. Successivamente Mesaana tenta di imprigionare Egwene con un A'dam, ma la padronanza di Egwene del Tel'aran'rhiod le permette di rifiutare il potere del A'dam stesso e infine di infrangere la mente di Mesaana. Gawyn inoltre torna a Tar Valon giusto in tempo per fermare tre Coltelli di Sangue, che stavano per uccidere Egwene nel sonno. Egwene si risveglia e lo trova che è stato ferito gravemente, quindi lo guarisce, legandolo a sé come Gaidin; i due decidono quindi di sposarsi, mentre si preparano a raggiungere Rand alla Piana di Merrilor.

### Mat Cauthon ed Elayne Trakand a Caemlyn
Elayne Trakand è da poco riuscita a farsi riconoscere regina di Andor dalla grande maggioranza delle casate nobiliari. Ma capisce che il suo regno non è sicuro, a causa della minaccia dei Seanchan e dell'approssimarsi dell'Ultima Battaglia. Perciò, per assicurare al regno almeno il vantaggio del Viaggiare e della Guarigione, offre alle Donne della Famiglia di risiedere nella sua capitale, Caemlyn con un patto di reciproco aiuto, che sia conveniente per tutti.
Mat Cauthon, con la Banda della Mano Rossa, ormai riunita ed al completo, ha raggiunto Caemlyn ormai da un certo tempo e stabilito il suo campo nei pressi della città. Laggiù viene nuovamente attaccato dal Gholam nella sua stessa tenda, ma viene salvato giusto in tempo da Teslyn Sedai. Dopo aver scambiato delle lettere piuttosto vivaci con la regina di Andor, Mat incontra finalmente Elayne Trakand a palazzo, per raccontare le rispettive vicende e anche per discutere della costruzione di "draghi" (cannoni) seguendo le invenzioni dell'ex Illuminatrice Aludra. Elayne viene molto interessata dal progetto e decide di mettere a disposizione di Aludra le risorse del suo regno; perciò Mat e la regina contrattano sulla quantità di draghi che entrambe le parti potranno trattenere; inoltre, secondo i patti, Mat si impegna a lasciare che Elayne prenda in prestito per un po' di tempo il suo ter'angreal, con la forma di una testa di volpe, in modo che lei possa studiarlo ed eventualmente farne delle copie.
Poco tempo dopo, mentre Mat chiede a Birgitte informazioni sulla Torre di Ghenjei, Elayne utilizza un angreal per intessere un flusso di travestimento, nel tentativo di impersonare uno dei Reietti e carpire informazioni alle Sorelle Nere, che in precedenza era riuscita ad imprigionare. Interroga perciò l'adepta dell'Ajah Nera, Chesmal, con un certo successo, ma inaspettatamente viene interrotta e scoperta dopo l'arrivo delle altre Sorelle Nere Eldrith e Temaile; esse a loro volta sono state appena liberate da un traditore presente nel palazzo: il segretario di Sylvase di Casa Caeren. Elayne, viene ferita più volte, ma combatte concitatamente contro di loro, usando anche il ter'angreal di Mat e una copia che è riuscita a realizzare; ma dopo l'apparizione a sorpresa dalla sua ex guardia del corpo, nonché amico delle tenebre, Doilin Mellar, perde entrambi i medaglioni a vantaggio di quest'ultimo. In preda alla disperazione, Elayne usa l'Unico Potere per fargli crollare addosso la volta delle prigioni; perciò riesce a riprendere almeno il ter'angreal originale di Mat, ma Mellar fugge con una delle copie.
Mat e Talmanes successivamente attirano il Gholam in una trappola; dopo aver combattuto contro la creatura in un edificio in fiamme, Mat riesce a ferirlo con le copie di Elayne del suo medaglione originale, e lo costringe alla ritirata dentro ad un Portale di Viaggio, aperto su un buio senza fine, in cui il mostro viene fatto cadere e dove è destinato a precipitare per l'eternità.
Quando arrivano Perrin ed il suo gruppo a Caemlyn, Morgase convince Elayne a lasciare che Perrin amministri i Fiumi Gemelli in nome di Rand, ma pur sempre sotto il dominio formale Andorano. Elayne poi, dopo aver sperimentato e mostrato la potenza dei draghi, assegna dei possedimenti in Andor ad un gruppo di influenti nobili di Cairhien; così facendo, riesce a farseli alleati e convince i Cairhienesi ad accettarla come loro nuova sovrana, unendo perciò sotto il suo governo entrambi i due regni di Andor e Cairhien. Subito dopo aver preso possesso del suo nuovo reame, Elayne guida tutti i suoi eserciti alla Piana di Merrilor, per incontrarsi con Rand ed Egwene.

### Nella Torre di Ghenjei
Mat, Thom Merrilin e Noal Charin entrano nella Torre di Ghenjei per salvare Moiraine Damodred, che è scomparsa sin da quando era caduta attraverso un portale ter'angreal ne I fuochi del cielo. Guidati dalla fortuna di Mat attraverso un labirinto extra-dimensionale, i tre sconfiggono astutamente gli Eelfinn con il fuoco, la musica e la minaccia di armi di ferro. Una volta ritrovata Moiraine, riescono ad arrivare nella sala delle trattative. Alla ricerca di una via sicura per l'esterno, Mat stringe un patto con gli Eelfinn, offrendo in cambio, come già gli era stato predetto, 'metà della luce del mondo, per salvare il mondo' cioè il suo occhio sinistro, che gli viene strappato senza pietà dall'orbita.
Durante la fuga si rendono però conto di aver fatto un errore nel trattare con gli Eelfinn: infatti i vicini Aelfinn possono cercare di catturarli od ucciderli, poiché Mat non li aveva inclusi nel patto appena stipulato. Noal, rivelatosi come l'eroe popolare Jain Farstrider, si offre di restare indietro a combatterli e si sacrifica per far guadagnare agli altri il tempo di fuggire. Ormai spinti in un vicolo cieco e quando la speranza sembra finita, Mat capisce in tempo che la sua Ashandarei è la chiave per aprire un passaggio sicuro fuori dalla Torre, quindi incide una parete e riesce a fuggire con Thom e la Aes Sedai.
Una volta al sicuro, fuori dalla torre, Moiraine si sveglia e rivela di essere stata gravemente ridotta nella sua capacità di usare l'Unico Potere, a causa della sua cattura (ma è in possesso di un angreal estremamente potente che supplisce a questa perdita), ed inoltre rivela di essere innamorata di Thom, che ricambia e perciò i due decidono di sposarsi. Successivamente Moiraine viene aggiornata sugli avvenimenti accaduti durante la sua assenza, quindi si mette in cerca di Rand, prima dell'inizio dell'Ultima Battaglia.

### Rand al'Thor
Alla fine del libro precedente, Rand al'Thor ha finalmente compreso il senso della propria missione e dopo aver mondato la sua anima sulle pendici di Montedrago, adesso si adopera per combattere il tocco del Tenebroso sul mondo ed il suo nuovo atteggiamento positivo annulla il male che l'Ombra sparge. Subito dopo, con grande sorpresa di tutti, Rand si reca alla Torre Bianca per fare un annuncio sbalorditivo, direttamente di fronte ad Egwene al'Vere, l'Amyrlin Seat: ha intenzione di infrangere i sigilli di cuendillar che ancora resistono sulla prigione del Tenebroso, per erigerne poi di nuovi, più forti. Egwene, non riuscendo a convincerlo degli enormi pericoli legati a questa azione, promette di incontrarlo dopo un mese su indicazione di lui, presso i Campi di Merrilor. Nel disperato tentativo di ritardare ciò che appare come la distruzione del mondo, Egwene nel frattempo appronta un piano per unire tutte le nazioni, nella speranza di fermare l'apparente folle piano del Drago.
Successivamente Rand torna a Tear, dove si riconcilia sia con i suoi alleati Aiel, che con le Aes Sedai con cui era entrato in contrasto, come Cadsuane e Nynaeve. Ma soprattutto si incontra con suo padre Tam al'Thor, al quale, dopo una commovente riunione, presenta la sua amata Min Farshaw. Dopo aver smascherato un paio di potenti Amici delle Tenebre all'interno delle sue stesse fila di Tairenesi, Rand viaggia con Min Farshaw alla città in rovina di Bandar Eban, che in precedenza aveva abbandonato alla fame ed al degrado. Il suo comportamento e la sua influenza da ta'veren illuminato, si fanno subito notare, consentendo una ripresa rapida della città. Rand poi si dirige verso nord, fino alla fortezza assediata di Maradon, la città principale della Saldea, circondata da innumerevole Progenie dell’Ombra discesa dalla Macchia. Laggiù infatti, anche se sono state coraggiosamente guidate e spronate dal famoso e geniale generale Rodel Ituralde, le forze della Luce sono state irrimediabilmente sopraffatte e la città è sull'orlo della distruzione. Infuriato per la condizione in cui trova gli uomini che aveva quasi destinato alla morte, Rand si pone in prima linea e respinge da solo l'assalto dell'Ombra, con una tempesta di Unico Potere. Purtroppo non è invece in grado di aiutare le nazioni di Kandor ed Arafel che anch'esse sono sommerse da orde di Progenie dell'Ombra, che discende inesorabile dalla Macchia.
In seguito, assistito da Min e Cadsuane, Rand si reca a Far Madding, per incontrarsi con i sovrani delle Terre di Confine e dopo aver superato una prova, si guadagna anche la loro fedeltà. Si prepara infine a parlamentare con le forze delle nazioni riunite ai Campi di Merrilor vicino al confine con la Macchia, in attesa dell'avvento di Tarmon Gai'don. Alla fine del libro, durante il sonno, la notte prima dell'adunata, Rand sente un grido in un sogno di una donna che non riconosce. Il suo viso è diverso, ma lui sa che si tratta di Mierin Eronaile, nota anche come Lanfear. Lei lo supplica di aiutarla a fuggire dalla tortura, ma precipita nel buio subito dopo.

### Nel Rhuidean
Aviendha è stata finalmente autorizzata a svolgere l'esame conclusivo per diventare una Sapiente, perciò viaggia attraverso la desolazione Aiel, prendendo la strada per l'antica città del Rhuidean. Durante la sua camminata, un'Aiel itinerante, chiamata Nakomi, la visita e le chiede di condividere il suo fuoco e la sua acqua. Dopo l'inizio di una conversazione innocua, la donna misteriosa riflette sul destino degli Aiel, una volta che il loro toh al Drago sarà stato soddisfatto. La questione attanaglia Aviendha e la preoccupa, perché sembra che gli Aiel possano perdere di scopo e di significato, una volta che l'Ultima Battaglia sarà stata combattuta.
Dopo essere arrivata nel Rhuidean, Aviendha si ritrova ad affrontare la prova finale delle colonne di vetro (un ter'angreal che mostra la storia completa della 'vergogna' degli Aiel, vista attraverso gli occhi degli antenati); subito dopo, ancora piena di dubbi sul destino del suo popolo Aviendha cerca di saperne di più dal ter'angreal attraverso il quale è appena passata, toccandolo. Ciò inavvertitamente rivela ad Aviendha cosa potrebbe essere il futuro degli Aiel, dove i suoi discendenti vivono una catena di eventi, che porteranno i Seanchan a conquistare le Terre Bagnate, costringere gli Aiel a nascondersi ed a ridursi a patetici straccioni, abbandonando tutta la cultura del ji’ e ‘toh, e infine estinguendosi miseramente. Di fronte a questa possibilità di distruzione, Aviendha lascia il Rhuidean per ritrovare Rand e per cercare di scongiurare questo triste futuro.

### Nella Torre Nera
Mazrim Taim sta governando la Torre Nera con pugno di ferro, mentre Logain è ormai assente da qualche tempo. Alle Aes Sedai che hanno viaggiato alla Torre Nera inviate dell'Ajah Rossa, è stato dato il permesso di legare alcuni Soldati e Dedicati, però nessuno è stato ancora legato, poiché esse desidererebbero degli Asha'man completi, ma Taim continua a negare il permesso. Pevara Sedai, che è alla loro guida, ormai vorrebbe andarsene con quanto già hanno ottenuto, ma alcuni eventi imprevisti la bloccano. Tutta la Torre è sorvegliata, entrate e uscite sono strettamente monitorate, inoltre il comportamento di molte Aes Sedai come Tarna e Jahvindra, all'improvviso è cambiato in modo significativo e preoccupante. Come se non bastasse adesso i portali per Viaggiare non funzionano più all'interno della Torre Nera, confinando le persone all'interno, alla totale mercé di Taim e dei suoi sgherri. Un piccolo gruppo di Soldati e Dedicati, fedeli di Logain e guidati dal Dedicato Androl, si sono però accorti delle tenebre che sembrano ghermire la Torre ed i suoi abitanti, perciò, mentre cercano disperatamente di capire le intenzioni di Taim, progettano la fuga verso la libertà, alleandosi anche alle sorelle dell'Ajah Rossa che vorrebbero andarsene.

### Trame collaterali
Nynaeve dopo avere avuto un commovente colloquio in cui Rand le raccomanda di non cambiare la sua passione nell'aiutare chi ha bisogno, torna alla Torre Bianca per affrontare il suo test per essere confermata definitivamente Aes Sedai. Il test è molto duro e molte delle Adunanti che manovrano il ter'angreal del test cercano di farla fallire, però per un soffio Nynaeve riesce comunque a superare la prova. Subito dopo si reca da Myrelle per farsi passare il legame da Custode su suo marito Lan. Successivamente Nynaeve collabora con Egwene e Siuan per organizzare la trappola per stanare Mesaana. Di conseguenza è tra quelle che combatte vittoriosamente nel Mondo dei Sogni contro le Sorelle Nere.
Suo marito al'Lan Mandragoran percorre tutte le Terre di Confine, per raggiungere il passo Tarwin, che lo porta verso il suo perduto regno di Malkier, dove dovrà affrontare il suo destino. Lungo il percorso, a causa dei maneggi di Nynaeve, è costretto ad accettare di essere accompagnato da un sempre maggiore numero di seguaci e guerrieri, tanto che alla fine del suo viaggio, affronta la Progenie dell'Ombra con un vero esercito al suo seguito, anche se comunque la battaglia appare ugualmente disperata.
La mano del Tenebroso, Shaidar Haran, incolpa la Reietta Graendal per la fine di ben altri tre Reietti (Mesaana, Aran'gar e Asmodean) e perciò la mette a supplizio.